# Orden de Orange-Nassau
La Orden de Orange-Nassau (en neerlandés: Orde van Oranje Nassau) es una orden honorífica civil y militar de los Países Bajos que fue creada el 4 de abril de 1892 por la regente Emma de Waldeck-Pyrmont, en nombre de su hija menor, la futura reina Guillermina de los Países Bajos.

## Historia
En el año de  1841 Guillermo II de los Países Bajos creó, como gran duque de Luxemburgo, la Orden de la Corona de Roble. Aunque esta orden no era oficialmente neerlandesa, sin embargo varias personalidades de los Países Bajos la recibieron como tal hasta que, tras la muerte de Guillermo II,  Luxemburgo obtuvo la independencia.
Entonces se hizo necesario crear una tercera orden neerlandesa, además de las dos órdenes militares existentes (la Orden militar de Guillermo I de los Países Bajos y la Orden del León Neerlandés), a fin de poder conceder honores reales a los diplomáticos extranjeros o a simples ciudadanos.
La orden de Orange-Nassau está dividida en dos grupos, civil y militar, diferenciados por una corona de laurel para el primero y por dos sables cruzados para el segundo. Esta orden se puede comparar con la Orden del Imperio Británico.
Durante la Segunda Guerra Mundial, la Orden fue concedida tanto a miembros del ejército neerlandés como a los servicios secretos que habían contribuido a la liberación de los Países Bajos de la ocupación de la Alemania nazi. En la actualidad, la orden de Orange-Nassau es la recompensa militar y civil más frecuente en los Países Bajos. Tradicionalmente, el nombramiento de los nuevos miembros se realiza cada año, el 30 de abril día del cumpleaños de la reina. Esta orden se concede para honrar a príncipes, ministros, dignatarios o diplomáticos extranjeros.
En 1994, el sistema neerlandés de honores ha sido completamente revisado. El objeto de esta revisión era crear un sistema más democrático, suprimiendo los lazos existentes entre el rango social y los grados de la Orden. Antes de esta reforma, la Orden comprendía cinco grados, además de las medallas honorarias (oro, plata y bronce) cuyos posedores no formaban parte de la Orden.

## Grados actuales

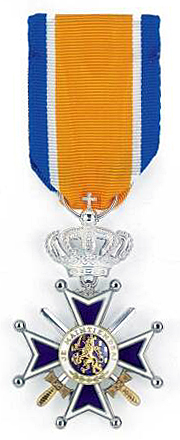
La Cruz de Caballero con espadas (5º grado de la Orden).

Desde la reforma de 1994, existen seis grados en la orden de Orange-Nassau en la que el rey de los Países Bajos es el Gran Maestro.:
- Caballero Gran Cruz
- Gran Oficial
- Comendador
- Oficial
- Caballero
- Miembro (reemplaza al antiguo título honorario).

## Insignia
La medalla de la Orden es una cruz de Malta en esmalte azul con los bordes en esmalte blanco y dorados para los oficiales y grados superiores  y plateados para los caballeros y miembros. El disco central contiene el León heráldico holandés en oro y esmalte azul rematado por un anillo blanco que contiene la divisa holandesa Yo Mantendré. En el reverso, el disco contiene el monograma "W" (por Wilhelmine, Guillermina) coronado y rematado por la divisa God Zij Met Ons (Que Dios nos acompañe). La medalla se sujeta con una cinta naranja con rayas blancas y azules. La manera de llevar la medalla y su cinta es diferente para hombres y mujeres.
La estrella de la Orden es una estrella plateada con radios derechos (con ocho puntos para la Gran Cruz y cuatro puntos para el Gran Oficial). El disco central es el mismo que el de la medalla.
- Datos: Q139425
- Multimedia: Order of Orange-Nassau / Q139425